# Литовский заговор в Томске
Литовский заговор в Томске — заговор присланных ссыльных, родом из Литовского княжества, устроенный с целью освободиться и вернуться в Литву. Произошёл в XVII веке в городе Томске Сибирского приказа.
Цель заговора заключалась в том, чтобы «побить» воевод и других русских служилых и жилецких людей, «пограбить казну» денежную, соболиную и «зелейную» (порох и пр.), «а город и острог и посады жечь, и взяв лошадиное стадо, бежать степью мимо Тары на Волгу и проиматца в Литву». Замысел хотели выполнить летом 1634. Литовцы собирались отправиться в Томский уезд и на пашнях, сенокосах, заставах и проч. уничтожить остальных служилых людей, чтобы избежать погони и бежать на родину.

## Предыстория
Томск был одним из главных пунктов Сибири, куда «ссылалась Литва в службу и на пашню». В августе 1633 г. в город прислали 150 человек. Часть их «была поверстана в „конные и пешие козаки“, а некоторые попали и в боярские дети, остальные же написаны в пашенные крестьяне». Большинство «новоприсыльных литовских людей» было из Белоруссии — уроженцы «поветов» Мстиславскаго, Кричевскаго, Оршанскаго, Могилевскаго, Пропойскаго и др. Но были между ними и черкасы главным образом из Нежинскаго повета, затем из Стародуба, Чернигова, Паволочи и др. Один был родом из Львова, один назвал себя «белорусцем» и проч.

## Заговор
Во главе заговора стояли конные казаки Иван Петров Белиловец (нежинец), из «новоприсыльной Литвы», и Иван Краснопольской «староверстанный литвин» (его родина неизвестна). Как старожил томский, Краснопольский имел в городе свой двор, в котором жил и Белиловец. Что именно последний был главою заговора, об этом единогласно утверждают все его товарищи, а томские воеводы в отписке царю так о нём выражаются: «а первый у них всему тому злому совету заводчик Иван Белиловец».
Но роль Ивана Краснопольскаго не так ясна. По-видимому, он не был сознательным главарем заговора и если очутился на первых ролях, то совершенно случайно и только потому, что Белиловец жил в его доме и именно здесь, у Белиловца, собирались заговорщики — «думали» и «советовали» о своем деле. Правда, некоторые товарищи Краснопольскаго говорили о нём, что он «в той их воровской думе с ними ж был и бежать с ними хотел же». . . Но другие обвиняли Краснопольскаго только в том, что в его дворе заговорщики «совет воровской» держали. А воеводы в своей отписке хотя и ставят Краснопольскаго в числе главных зачинщиков, но говорят о нём с такою странною оговоркою: «а он с ними ж (заговорщиками) думал в начале»…, то есть как будто впоследствии он отказался от «воровской думы» своих товарищей. Однако, как увидим ниже, Краснопольской был жестоко наказан наравне со всеми «пущими заводчиками».
В числе последних документы выставляют ещё нескольких лиц, именно: «затинщика» Василия Борисова, коннаго козака Мосяжку (Моисей?) Голящевскаго, пеших козаков Софрона Стасейскаго (нежинец), Кондрата Михайлова («козак из Носовки») и Тимофея Левонтьева, крестьянина Софрона Иванова и Зеновия Левонтьева — «холопа» томского воеводы кн. Егупова-Черкасскаго. Только затинщик и воеводский холоп были из «старой литвы», а все остальные из «новоприсыльных». Привлечение к заговору Зиновья Левонтьева было очень ловким шагом со стороны заговорщиков: через него они могли узнавать все новости с воеводского двора и сообразно с обстоятельствами вести своё дело.
Любопытно участие в заговоре представителя высшей служилой знати Томска — боярскаго сына Михаила Гробовецкаго, также из новоприсыльной в 1633 году литвы. Свидетели говорят о нём, что он был «в думе» с остальными заговорщиками. 14 июня 1634 г. (день открытия заговора) Гробовецкий посылал Кондрата Михайлова к Ивану Белиловцу с вопросом: что — де у вас приговорено — и вы — де готовитесь — ли?… Да и сам Гробовецкий признавался впоследствии на допросе: «в вине — де ево волен Бог да государь!… вся — де литва одномышлена — в одной думе с Ивашком Белиловцом»… Это было его первое показание, а на втором он сделал существенную оговорку, будто в заговоре замешана далеко не вся литва, а только «нововерстанные» в конные и пешие козаки и в крестьяне, но верстанные в боярские дети из старой и новой литвы к заговору неприкосновенны… Но, кажется, первое показание Гробовецкаго более заслуживает доверия по своей искренности и естественности..

## Провал заговора
14 июня явился в съезжую избу к воеводам пашенный крестьянин Тимофей Емельянов Смольянин и «извещал в изменном деле» на казаков Ив. Белиловца, Кондр. Михайлова, Тим. Левонтьева и вообще на всех 150 новоприсыльных литовских людей… Воеводы не причисляют Смольянина к Литве но судя по прозвищу он был уроженцем Смоленскаго уезда и в качестве такового мог быть в числе старой или новой Литвы. По крайней мере, между участниками заговора был один уроженец Смоленскаго уезда. Очевидно, что и Тим. Смольянин был в числе заговорщиков: он был в близких сношениях с одним из главных «изменщиков» — с Кондратом Михайловым, и от него слышал все подробности заговора. Утром 14 июня Кондрат говорил Смольянину: «делать — де им то воровское дело вскоре»… Это-то сообщение и заставило Смольянина изменить своим товарищам и выдать всех их правительственной власти.
Воеводы немедленно схватили указанных Смольянином главных заговорщиков и др. литовских людей и «про тот воровской завод роспрашивали и пытали и огнём жгли»… Все главные деятели заговора «винились» во всем, в чём оговорил их Смольянин — что они хотели овладеть городом и бежать в Литву… Мосяжка Голящевский между прочим назвал «пущими заводчиками воеводскаго холопа Зиновья Левонтьева и крестьянина Софрона Иванова», приписывая именно им мысль — убить воевод, сжечь город и ограбить государеву казну…
Второстепенные деятели заговора — казаки также частию «винились», что «в воровской думе» были и «воровской завод ведали», но большинство уверяло, что только «слышали» про «воровской завод у своей братьи», иные даже указывали — от кого именно слышали. Только один литвин (Захар Сергеев) прямо сказал, что хотя обо всем «слышал», но «сам бежать не хотел»… Но часть казаков и все крестьяне решительно заявляли, что о заговоре ничего «не ведали», так как «были в те поры на лешем (лесном) промыслу» или просто говорили, что «про воровской завод не слыхали»…
Томские воеводы кн. Егупов-Черкасской и Шишкин и дьяк Строев поступили с заговорщиками очень решительно: не отписываясь в Москву и не дожидаясь государева указа, они «за такую великую измену и за воровской лихой завод, которые в том воровском деле большие пущие заводчики — 12 человек велели повесить»